# 老安东尼奥·达·桑加罗
老安东尼奥·达·桑加罗（英語：Antonio da Sangallo the Elder），（1453年—1534年），文艺复兴时期欧洲意大利建筑师之一。15世纪中期出生于意大利佛罗伦萨的一个建筑世家，后开始建筑生涯。活动于佛罗伦萨与罗马城。他常于设计防御工事，参加设计与建造了多部建筑作品，在当时的意大利与欧洲均享有盛誉。

## 扩展阅读
- 本条目包含来自公有领域出版物的文本: Chisholm, Hugh (编).  (第11版). London: Cambridge University Press. 1911.